# Absolutely Live (album Toto)
Absolutely Live – pierwszy koncertowy, a zarazem podwójny album amerykańskiego zespołu rockowego Toto, zarejestrowany w Den Bosch w Holandii.  Wydany został na płycie winylowej i na CD 12 października 1993 przez wytwórnię płytową Columbia Records.

## Lista utworów LP
| #  | Tytuł                                | Kompozytorzy                                                                           | Wokal                           | Czas  |
| -- | ------------------------------------ | -------------------------------------------------------------------------------------- | ------------------------------- | ----- |
| A1 | "Hydra"                              | David Paich, Steve Porcaro, Steve Lukather, Jeff Porcaro, David Hungate, Bobby Kimball | David Paich                     | 7:45  |
| A2 | "Rosanna"                            | David Paich                                                                            | John James, Steve Lukather      | 8:25  |
| A3 | "Kingdom of Desire"                  | Danny Kortchmar                                                                        | Steve Lukather                  | 8:02  |
| B1 | "Georgy Porgy"                       | David Paich                                                                            | Steve Lukather                  | 3:45  |
| B2 | "99"                                 | David Paich                                                                            | Steve Lukather                  | 3:45  |
| B3 | "I Won’t Hold You Back"              | Steve Lukather                                                                         | Steve Lukather                  | 2:10  |
| B4 | "Don;t Stop Me Now"                  | Steve Lukather, David Paich                                                            | Instrumentalny                  | 2:35  |
| B5 | "Africa"                             | David Paich, Jeff Porcaro                                                              | David Paich                     | 6:12  |
| C1 | "Don’t Chain My Heart"               | Toto                                                                                   | Steve Lukather                  | 7:21  |
| C2 | "I’ll Be Over You"                   | Randy Goodrum, Steve Lukather                                                          | Steve Lukather                  | 5:39  |
| C3 | "Home of thr Brave"                  | Steve Lukather, David Paich, Jimmy Webb, Joseph Williams                               | Donna McDaniel, David Paich     | 7:08  |
| D1 | "Hold the Line"                      | David Paich                                                                            | Jenny Douglas McRae, John James | 10:45 |
| D2 | "With a Little Help from My Friends" | John Lennon, Paul McCartney                                                            | Steve Lukather                  | 10:08 |

## Lista utworów CD
| #   | Tytuł                                | Kompozytorzy                                                                           | Wokal                           | Czas  |
| --- | ------------------------------------ | -------------------------------------------------------------------------------------- | ------------------------------- | ----- |
| 1.1 | "Hydra"                              | David Paich, Steve Porcaro, Steve Lukather, Jeff Porcaro, David Hungate, Bobby Kimball | David Paich                     | 7:44  |
| 1.2 | "Rosanna"                            | David Paich                                                                            | John James, Steve Lukather      | 8:25  |
| 1.3 | "Kingdom of Desire"                  | Danny Kortchmar                                                                        | Steve Lukather                  | 8:02  |
| 1.4 | "Georgy Porgy"                       | David Paich                                                                            | Steve Lukather                  | 3:45  |
| 1.5 | "99"                                 | David Paich                                                                            | Steve Lukather                  | 3:45  |
| 1.6 | "I Won’t Hold You Back"              | Steve Lukather                                                                         | Steve Lukather                  | 2:09  |
| 1.7 | "Don;t Stop Me Now"                  | Steve Lukather, David Paich                                                            | Instrumentalny                  | 2:35  |
| 1.8 | "Africa"                             | David Paich, Jeff Porcaro                                                              | David Paich                     | 6:11  |
| 2.1 | "Don’t Chain My Heart"               | Toto                                                                                   | Steve Lukather                  | 7:21  |
| 2.2 | "I’ll Be Over You"                   | Randy Goodrum, Steve Lukather                                                          | Steve Lukather                  | 5:38  |
| 2.3 | "Home of thr Brave"                  | Steve Lukather, David Paich, Jimmy Webb, Joseph Williams                               | Donna McDaniel, David Paich     | 7:07  |
| 2.4 | "Hold the Line"                      | David Paich                                                                            | Jenny Douglas McRae, John James | 10:44 |
| 2.5 | "With a Little Help from My Friends" | John Lennon, Paul McCartney                                                            | Steve Lukather                  | 10:08 |

## Skład zespołu
- Steve Lukather – gitary, śpiew, chórki
- David Paich – instrumenty klawiszowe, śpiew, chórki
- Mike Porcaro – gitara basowa
- Simon Phillips – perkusja, instrumenty perkusyjne

Muzycy towarzyszący:
- John James – śpiew, chórki
- Donna McDaniel – chórki
- Jenny Douglas McRae – chórki
- John Jessel – instrumenty klawiszowe, chórki
- Chris Trujillo – instrumenty perkusyjne